# عقلة (جمباز)

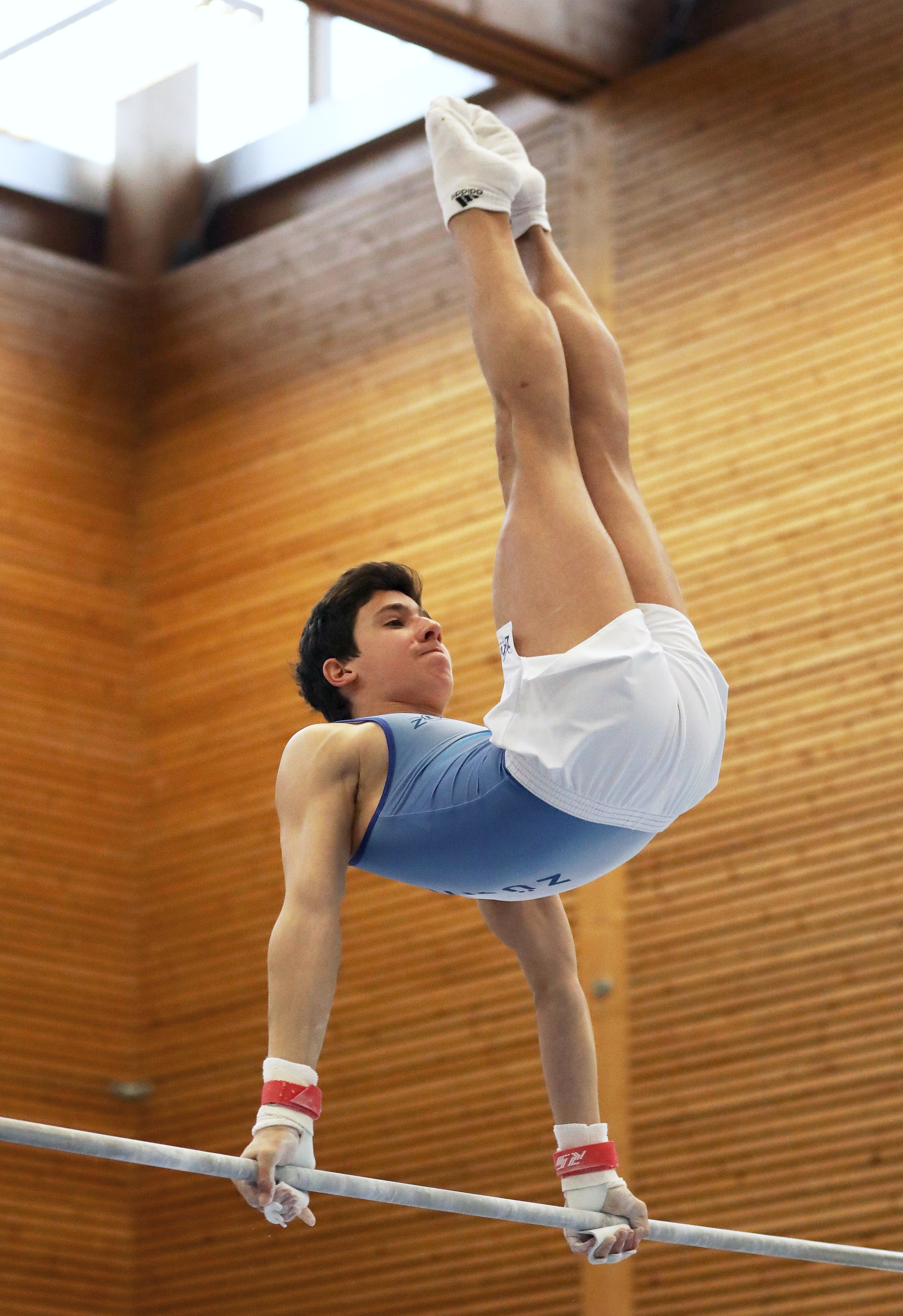
لاعبة جمباز على العقلة

العقلة أحد أجهزة الجمباز، يتكون الجهاز من عارضة مثبتة على عمودين من الأعلى بشكل أفقي محاطة بأسلاك مرتبطة بجهتي العارضة من الأعلى وفي الأرض، بحيث تثبت بإحكام على الأرض وعلى الأعمدة ولا يوجد فيها أي ارتخاء يؤثر على أداء اللاعب. وتتميز تمارين العقلة بالاستمرارية والربط بين حركات المرجحة، اللفات، الطيران والتناوب بين الحركات المنجزة قرب العارضة بقبضات يدين متنوعة تثبت سيطرة اللاعب الكاملة على الجهاز الذي يكون فيه طول العارضة 240 سم وارتفاعها عن الأرض 275 سم.

## التاريخ
استُخدم العقلة في الألعاب البهلوانية باليونان القديمة وروما وفي العصور الوسطى. ذكر يوهان كريستوف فريدريش جوتسموث في كتابه "Gymnastik für die Jugend" لعام 1793 إمكانية استخدام العقلة في الجمباز، أثر هذا القول في استخدام العقلة وألهم فريدريش لودويغ يان لاستخدام العقلة في الجمباز في عام 1811.